# League One 2022 (Cina)
La China League One 2022  è la diciannovesima edizione del seconda serie del campionato di calcio cinese. La stagione è iniziata l'8 giugno e si concluderà l'8 dicembre.

## Stagione

### Formula
Le 18 squadre partecipanti giocano un girone all'italiana con gare di andata e ritorno, per un totale di 34 giornate. Al termine del campionato, le prime tre sono promosse in Super League 2023, mentre le ultime due sono retrocesse in League Two 2023.

## Classifica
|  | Pos. | Squadra                     | Pt | G  | V  | N  | P  | GF | GS | DR  |
|  | ---- | --------------------------- | -- | -- | -- | -- | -- | -- | -- | --- |
|  | 1.   | Kunshan                     | 89 | 34 | 28 | 5  | 1  | 80 | 19 | +61 |
|  | 2.   | Qingdao Hainiu              | 76 | 34 | 23 | 7  | 4  | 77 | 24 | +53 |
|  | 3.   | Nantong Zhiyun              | 70 | 34 | 21 | 7  | 6  | 62 | 22 | +40 |
|  | 4.   | Shijiazhuang Gongfu         | 66 | 34 | 20 | 6  | 8  | 50 | 31 | +19 |
|  | 5.   | Shaanxi Chang'an (-6)       | 56 | 34 | 18 | 8  | 8  | 55 | 32 | +23 |
|  | 6.   | Suzhou Dongwu               | 55 | 34 | 16 | 7  | 11 | 42 | 33 | +9  |
|  | 7.   | Shenzhen Xin Pengcheng (-6) | 51 | 34 | 18 | 3  | 13 | 40 | 30 | +10 |
|  | 8.   | Nanjing Chengshi            | 50 | 34 | 14 | 8  | 12 | 45 | 38 | +7  |
|  | 9.   | Qingdao Qingchundao         | 48 | 34 | 13 | 9  | 12 | 47 | 44 | +3  |
|  | 10.  | Heilongjiang Bingcheng (-6) | 40 | 34 | 13 | 7  | 14 | 48 | 48 | 0   |
|  | 11.  | Guangxi Pingguo Haliao      | 35 | 34 | 6  | 17 | 11 | 32 | 38 | -6  |
|  | 12.  | Shenyang Urban              | 35 | 34 | 9  | 8  | 17 | 34 | 53 | -19 |
|  | 13.  | Shanghai J.B.               | 34 | 34 | 10 | 4  | 20 | 38 | 65 | -27 |
|  | 14.  | Jiangxi Beidamen (-6)       | 33 | 34 | 10 | 9  | 15 | 40 | 51 | -11 |
|  | 15.  | Zibo Cuju (-6)              | 33 | 34 | 11 | 6  | 17 | 37 | 53 | -16 |
|  | 16.  | Beijing BSU                 | 24 | 34 | 6  | 6  | 22 | 24 | 59 | -35 |
|  | 17.  | Xinjiang Tianshan Xuebao    | 21 | 34 | 6  | 3  | 25 | 31 | 83 | -52 |
|  | 18.  | Beijing Ligong              | 10 | 34 | 2  | 4  | 28 | 18 | 77 | -59 |

Legenda:
      Promosse in Super League
      Retrocesse in League Two
Note:
Tre punti a vittoria, uno a pareggio, zero a sconfitta.